# Laird Sloan
Laird Sloan, född 3 oktober 1935, död 23 juni 2017, var en friidrottare från Kanada. Han deltog vid olympiska sommarspelen 1956.